# 新田朝氏
新田 朝氏（にった ともうじ）は、鎌倉時代中期から後期の鎌倉幕府の御家人。新田氏本宗家の7代当主。史料で確認の出来る通称は六郎太郎（別説あり、後述参照）。
新田基氏の長男で、新田義貞・脇屋義助の父。

## 生涯
『長楽寺文書』の正和3年（1314年）5月28日付の放券（「新田朝兼在家畠地買券」）に「源朝兼」と記されており、これを認める旨の同年8月23日付の「関東下知状」（同じく『長楽寺文書』所収）には「新田六郎太郎朝兼」の名が記されていて、これらの書状によって新田朝兼（ともかね）の実在が確認できる。
『尊卑分脈』前田本の新田氏系図には朝氏の項に「新田六郎太郎」とあり、史料中の朝兼は朝氏が後に改名した同人とされている（『系図纂要』、後述参照）。当時の新田氏宗家は足利氏宗家の強い影響下にあり、「氏」も足利氏の偏諱を受けたものらしいが、改名の理由は不明である。
「新田足利両家系図」に拠ると、正和2年（1313年）頃に、朝氏は新田一族ゆかりである朝谷氏の頭領である朝谷義秋･正義兄弟が常陸国南部を拠点に悪党として活躍している評判を聞いた。朝氏は遠い親戚である朝谷兄弟を新田荘に招き、自分の妹と領地を与えて優遇した、と記されている。
これ以外の朝氏の事績については資料が乏しいため、その動向はわからない。
文保2年（1318年）1月2日、朝氏は父より先立って、45歳で病没した（秋に亡くなった、とする説もある。病因は『労咳』と伝わる）。

## 系図類における朝氏
朝氏について、『新田横瀬由良正系図』では新田由良六郎政朝の別名とし、『鑁阿寺系図』では氏光の初名としているが、『系図纂要』では "二郎太郎" 朝氏（のち朝兼）と氏光を別人とし、の「筑後佐田・新田氏系図」では "小太郎" 朝氏と義貞の間に氏光（のち満氏）を挟んでおり、それぞれ異なっている。
また、異本が多く伝わる『尊卑分脈』の大半が通称を「二郎太郎」と注記する中、前田本では「六郎太郎」としており、前述の通り後者が有力である。同じく前田本の系図によれば父・基氏の通称が「六郎」であり、「六郎太郎」という通称名は六郎基氏の太郎（長男）を意味するもので辻褄が合う（他の『尊卑分脈』系図では基氏の通称は太郎）。

## 朝氏の正妻に関する諸説
朝氏の正妻に関しても諸説がある。それによると、「筑後佐田・新田氏系図」では一族の堀口入道貞義（父・基氏のいとこ、貞満の父）の養女とする。また、毛呂昌憲著『新田義貞正伝』（新田義貞公顕彰会発行）によると、一族の山名伊豆守の娘の妙光とする。さらにの羽田氏（里見氏一族）の系図によると、一族の里見判官代刑部義秀の娘で建武2年（1330年）乙亥5月4日に61歳で没したと記されている。